# Skorochodowe (obwód połtawski)
Skorochodowe (ukr. Скороходове, do 2016 Artemiwka, ukr. Артемівка) – osiedle typu miejskiego na Ukrainie, w obwodzie połtawskim, w rejonie połtawskim, siedziba hromady. W 2025 liczyło 2996 mieszkańców.